# James Camp Tappan
James Camp Tappan (9 septembre 1825 - 19 mars 1906) est un brigadier général dans l'armée des États Confédérés pendant la guerre de Sécession.

## Avant la guerre
James C. Tappan naît à Franklin, dans le Tennessee, où ses parents ont émigré de Newburyport, Massachusetts. Tappan va à la Phillips Exeter Academy, à Exeter, New Hampshire, et est diplômé de l'université de Yale en 1845. Tappan étudie le droit à Vicksburg, Mississippi, et est admis au barreau en 1846.
Tappan part bientôt à Helena dans le comté de Phillips, Arkansas. Il est élu pour deux mandats à l'assemblée législative de l'Arkansas et sert comme un juge de la cour de circuit.

## Guerre de Sécession
Lors du déclenchement de la guerre de Sécession, les sympathies de Tappan se portent vers la cause confédérée (en dépit de l’origine nordiste de ses parents), et il rejoint l'armée des confédérés. En mai 1861, il reçoit une commission de colonel du 13th Arkansas Infantry.
Tappan commande son régiment à la bataille de Belmont, et fait plusieurs charges sur le « nid de guêpes », lors de la bataille de Shiloh. Après Shiloh, Tappan prend part à la campagne du Kentucky et combat à la bataille de Richmond et à la bataille de Perryville.
Le 5 novembre 1862, Tappan reçoit sa commission de brigadier général et est transféré dans le département du Trans-Mississippi, sous le général Sterling Price. Tappan commande sa brigade à la bataille de Pleasant Hill, en Louisiane, se défendant contre le major général Nathaniel Banks lors de la campagne de la Red River de 1864. Après le combat à Pleasant Hill, la brigade de Tappan part vers le nord, de retour dans l'Arkansas pour rencontrer le général Frederick Steele à la bataille de Jenkins' Ferry. Tappan et sa brigade prennent également part au raid de Price dans le Missouri.

## Après la guerre
Après la guerre, Tappan retourne à Helena, Arkansas, et reprend sa pratique du droit, où il s'est établi comme le doyen du barreau de l'Arkansas. Tappan  s'engage également en politique après la période de reconstruction et sert de nouveau dans la législature de l'Arkansas. Tappan est désigné par le parti démocrate pour l'élection du gouverneur de l'Arkansas, à deux reprises, mais refuse de concourir.
James Camp Tappan meurt à Helena. Il est enterré dans le cimetière de Maple Hill à Helena près des tombes des généraux confédérés Thomas C. Hindman et Patrick Cleburne.